# Luis Cortazar y Rábago
Luis Gonzaga Crispín Ignacio José María Andrés de la Santísima Trinidad de Cortazar y Rábago (Ciudad de México, Nueva España, 25 de octubre de 1796 - Silao, Guanajuato, 17 de febrero de 1840) fue un militar mexicano. Nació en la Ciudad de México, hijo de Andrés de Cortázar y Ruiz de Gaceo y de María Ignacia Rosa Rábago Peinado dueños de la Hacienda de la Zanja, Guanajuato, hoy Victoria de Cortazar. Fue hijo de Andrés Cortázar, un rico agricultor, y de su esposa Rosa, la condesa de Rábajo. Sentó plaza de artillero de patrulla en septiembre de 1811. Ascendió rápidamente por lo que en 1818 fue nombrado teniente coronel. El 24 de febrero de 1821 Agustín de Iturbide y Vicente Guerrero lanzaron el Plan de Iguala proclamando la independencia. Cortazar y Rábago se unió al movimiento junto con el coronel Anastasio Bustamante. Cortazar y Rábago derrotó a las fuerzas realistas en San Luis Potosí, Guanajuato y Querétaro y participó en el asedio de la Ciudad de México.
En la entrevista que El Sol del Bajío hizo a Rodolfo Mendoza Villagómez, cronista de la ciudad de Cortazar, éste explicó que en Guanajuato: Uno de los actos principales que hicieron Bustamante y Cortazar, fue descolgar los cráneos de los iniciadores de la independencia encabezados por Hidalgo, y que estaban en jaulas de hierro colgadas en cada una de las cuatro esquinas de la Alhondiga de Granaditas durante diez años.
El 16 de marzo de 1821, Luis Cortazar y Rábago proclamó la independencia de México en Villa San José de los Amoles, ciudad que lleva su nombre a partir de octubre del 21 de octubre de 1857.

## Biografía
Durante la regencia y el imperio Cortazar fue cercano a Iturbide. Por sus servicios a la causa trigarante, recibió el grado de coronel del imperio. Participó en la disolución del Congreso Constituyente y en un primer momento combatió contra el general Antonio López de Santa Anna. Durante la Revolución del Plan de Casa Mata se unió, junto con José Antonio de Echávarri y José María Lobato a los republicanos y se adhirió al Plan de Casa Mata de Santa Anna.
A partir de 1823 asumió un federalismo moderado e hizo una brillante carrera política y militar: fue nombrado comandante general de Querétaro y como diputado del estado de México participó en el Congreso Constituyente encargado de la redacción de la Constitución Federal de los Estados Unidos Mexicanos de 1824. Posteriormente fue comandante general de los estados de Michoacán (1825) y San Luis Potosí (febrero-abril de 1827). A partir de mayo de 1827, asumió la Comandancia General de Guanajuato, lo que le permitió tener el control político de la entidad, que permaneció en un constante equilibrio, en un México inestable.
Cortazar dedicó su vida a la educación, con tanto fervor y dedicación, que su corazón fue depositado en el Presbítero del Salón del Consejo de la Universidad de Guanajuato, lugar donde aún descansa.
Luis Cortazar y Rábago falleció en Silao, Guanajuato, el 17 de febrero de 1840.